# Клозель, Бертран
Бертра́н Клозе́ль (фр. Bertrand Clauzel; 1772—1842) — французский военный деятель, маршал Франции (1831 год), барон (1810 год), граф (1814 год), пэр (1815 год), участник революционных и наполеоновских войн. Имя маршала выбито на Триумфальной арке в Париже.

## Биография

### Происхождение
Выходец из семьи котлостроителей из Канталя. Старший сын купца и мэра Габриэля Клозеля (фр. Gabriel Clauzel; 1735–1804) и Бланш Кастель (фр. Blanche Castel; 1747–1810). Приходился племянником Жану-Батисту Клозелю, депутату Конвента. В июле 1789 года в возрасте 16 лет вступил волонтёром в Национальную гвардию родного Мирпуа. В 1790 году стал первым лейтенантом егерей.

### Служба в годы Революционных войн
14 октября 1791 года начал военную службу младшим лейтенантом 43-го пехотного полка. 15 сентября 1792 года, после низложения короля, ушёл из полка, и на следующий день записался капитаном конных егерей в батальон добровольцев Пиренейского легиона в составе Северной армии.
С 14 апреля 1793 года сражался на Пиренеях против испанцев сперва в составе Пиренейской армии, а с 30 апреля в рядах Армии Восточных Пиренеев. Выделялся своей храбростью. 19 сентября 1793 года был произведён представителями народа во временные командиры батальона. 5 апреля 1794 года стал начальником штаба у Периньона. Отвечал за доставку в Париж 24 флагов, взятых у испанцев и португальцев, и представил их Национальному конвенту 16 марта 1795 года. 13 июня 1795 года получил звание полковника штаба.
После Базельского договора, заключённого с Испанией 22 июля 1795 года, он 19 ноября был зачислен в объединённую армию Берегов Шербура и Бреста, а с 10 декабря сопровождал генерала Периньона, отправленного в качестве посла в Мадрид. Вернулся во Францию, когда этот посол был заменён адмиралом Трюге в сентябре 1797 года. С 9 февраля 1798 года служил в Английской армии в качестве начальника штаба генерала Груши, за которым последовал 1 ноября в Итальянскую армию. 7 декабря 1798 года по поручению главкома Жубера и Груши вёл переговоры о ликвидации монархии в Пьемонте.  Получил в дар от короля Сардинии Карла Эммануила IV одну из лучших его картин работы Герарда Доу «Больная водянкой», за которую Екатерина II и Павел I последовательно предлагали миллион. Клозель воздал должное этой картине в письме от 12 декабря 1798 года Исполнительной директории, и передал картину в Лувр.

### Бригадный генерал
5 февраля 1799 года произведённый в бригадные генералы. В марта 1799 года назначен комендантом Алессандрии. В мае 1799 года был зачислен в дивизию Монришара. В июне 1799 года стал комендантом Болоньи. Участвовал в Итальянской кампании 1799 года, и несколько раз имел честь быть упомянутым в отчётах главнокомандующего, особенно в битве при Нови, где отличился, очистив левое крыло армии, находившееся под серьёзной угрозой. В октябре 1799 года зачислен в дивизию Лемуана. 14 февраля 1800 года возглавил 4-ю пехотную дивизию под началом генерала Сюше. 9 апреля захватил башню и редуты Мелоньо. 19 апреля участвовал в атаке на Монте-Сан-Джакомо. 4 июля 1800 года возглавил бригаду 1-й пехотной дивизии правого крыла генерала Газана. 25 декабря 1800 года сражался при Поццоло. 26 декабря при Монцамбано. 2 марта 1801 года возглавил бригаду в центре армии. Консульское правительство отправило его в отпуск 1 июля 1801 года, и он покинул Италию.

### Кампания на Гаити. Тыловая служба
2 ноября 1801 года возглавил бригаду в дивизии Дефурно и с 12 ноября участвовал в экспедиции на остров Сан-Доминго под началом генерала Леклерка. 14 апреля 1802 года стал командиром бригады в дивизии Сальма, а 10 мая сменил последнего во главе дивизии. 11 июля был назначен генеральным инспектором жандармерии Сан-Доминго. 28 июля вернулся к командованию дивизией. 2 августа 1802 года по его приказу захватил Пор-де-Пе. 16 августа сменил Юмбера в Пор-Марго. 25 сентября 1802 года был временно произведён Леклерком в дивизионные генералы, и в этот же день заменил Буде во главе левой северной дивизии. 1 декабря занял Фор-Дофин. 18 декабря 1802 года был утверждён в звании. С 19 декабря управлял городом Кап-Франсэ, который он привёл в максимально возможное состояние обороны. 18 января 1803 года Клозель возглавил правую северную дивизию. 9 сентября 1803 года вступил в конфликт с новым главнокомандующим генералом Рошамбо, был арестован, отправлен обратно во Францию вместе с генералом Тувёно на фрегате «Ла Сюрвейант». 18 сентября покинул Кап-Франсэ. В октябре корабль потерпел крушение у берегов Флориды и через 38 дней Бертран добрался до Нью-Йорка. Здесь 4 января 1804 года он женился на молодой вдове Мари Адан (фр. Marie Henriette Adam; 1786–1841), дочери предпринимателя с Сан-Доминго. У пары родились четверо детей.
По возвращении во Францию,13 апреля 1805 года был внесён в список генерального штаба армии и оставался без служебного назначения.
18 ноября 1805 года Император вернул Клозеля в строй и поручил ему возглавить 2-ю пехотную дивизию Северной армии. С 26 марта 1806 года служил в Голландии. 22 июля 1806 года его дивизия была расформирована и он вновь остался без служебного назначения. 30 сентября 1806 года, по приказу Эжена Богарне, возглавил все склады Неаполитанской армии в Неаполе.

### Кампания 1809 года
8 января 1808 года Клозель присоединился к Армии Далмации генерала Мармона, возглавив пехотную дивизию, а также став комендантов Рагузы, сменив на этих постах генерала Лористона. Принимал участие в кампании 1809 года. 27 апреля  дивизия Клозеля на Верхней Церманье сражалась с австрийским авангардом численностью от пяти до шести тысяч человек, вышедшим на Бендерское плато. Батальон 11-го линейного и вольтижёры 8-го лёгкого атаковали два батальона полка Слуина и батальон Отточаца и сбросили их в ущелье, где они устроили большую резню. 28 апреля дивизия сражалась при Зермагуа. 11 мая Мармон, узнав, что Итальянская армия снова пришла в движение, решил предпринять новую попытку открыть проход. 14 мая он возобновил контакт с противником. Дивизия Клозеля находилась на правом фланге армии опираясь на Книн. 16 мая рано утром Клозель выступил в путь, и после шести часов боя дивизия овладела всеми высотами, вынудив противника отойти к вершине долины. 11-й линейный устроил засаду, и внезапной атакой взял в плен около 500 хорватов. 17 мая французская армия стояла перед Грачацем: в часе езды от города дорога была перекрыта редутом, прислонённым к излучине реки. Мармон прошёл с дивизией Клозеля по горным тропам, которые привели в тыл редута, после чего защитникам пришлось его эвакуировать. В этом бою Мармон был ранен в грудь, но рана его была лёгкой. Полковник Миналь из 23-го полка получил семь ранений. Утром 18-го Грачац, эвакуированный ночью, был оккупирован, и Мармон дал 48 часов отдыха своим войскам, которые шли и сражались три дня подряд; французам пришлось ждать обоза и артиллерии, которые находились ещё только в Попине. В этот же день Мармон написал Императору: «Не могу не воздать слишком много похвал сражавшимся войскам, а именно: 8-му лёгкому, 11-му и 23-му линейным, а также храбрым и достойным полковникам Бертрану, Башлю и Миналю этих полков: последний получил семь ранений, к счастью ни одного из них не было серьёзным. Я также обязан похвалить генерала Клозеля и особо упомянуть генерала Дельзона, который оказал мощное влияние на эти успехи».
20 мая армия снова выступила и, не встретив никакого сопротивления, прибыла в Медак, на полпути между Грачацем и Госпичем. 21 мая французы покинули Медак и двинулись к мосту Биладж, делая вид, что хотят форсировать проход; этот мост обороняли две батареи по четыре пушки; более того, он был заминирован, и за ним виднелись сильные колонны, готовые к атаке. Что касается моста Барлете через Ядову, то его разрушили. Генерал Монришар разместил свои войска перед мостом Биладж, а Клозель отправил разведчиков справа от него на поиски брода через Ядову; этот брод был найден, и Клозель собирался переправиться через него, когда, форсировав Лику сразу в трёх точках, австрийцы бросились на дивизию Монришара и яростно атаковали её. Клозелю пришлось выделить 11-й линейный, чтобы поддержать ослабевавший правый фланг Монришара; австрийцы были окончательно отброшены к реке только в 6 часов вечера. Ночью Клозель восстановил мост в Барлете. Утром 22-го числа вся Армия Далмации прошла через Ядову в Барлете, и направилась в сторону Отточаца. Таким образом, австрийцы позволили своему врагу взять на себя инициативу, к том же в Отточаце открывалась дорога на Карлштадт, где находились запасы всего региона; более того, из Карлштадта армия могла установить связь с турками. Поэтому необходимо было любой ценой не допустить прибытия французов первым к Отточацу: на противоположном берегу Лики были замечены длинные колонны, покидающие город, и стремящиеся на скорости догнать французов. Именно этого и ждал Мармон: быстрым фланговым движением он повернул назад на Госпич, куда вошёл, взяв в плен тысячу хорватов, оставшихся охранять город. Французы нашли в Госпиче богатые запасы, что позволило пополнить запасы на восемь дней и оставить наиболее тяжелораненых в городе. 24 мая французская армия направилась к Лесичу, который она заняла после часа боя; на следующий день она вошла в Отточац. 28 мая дивизия вошла в Фиуме. Через четырнадцать дней, после семи сражений, французы обнаружили перед собой открытую дорогу, позволившую соединиться с Итальянской армией. Дивизия направилась в Лайбах. При Лайбахе Армия Далмации получила значительные подкрепления; также ей пришлось провести два сражения, одно на Драве, другое при Граце, прежде чем она прибыла в Вену. 6 июля дивизия Клозеля внесла скромный вклад в генеральное сражение при Ваграме, после чего, действуя в авангарде, преследовала врагов после их поражения. 10 июля рано утром дивизия переправилась черех Тайю у Лаа, и атаковала центр австрийцев. 11 июля сражалась у Цнайма. На следующий день пришли новости о мире, включая предварительные переговоры, которые были подписаны 13 июля. С 3 октября по 7 ноября 1809 года временно командовал 11-м корпусом Армии Германии, и получил приказ Наполеона занять Иллирийские провинции.

### Кампании в Испании
7 ноября 1809 года прибыл в Париж и 12 ноября был переведён в Армию Испании. 1 декабря возглавил сперва 3-ю пехотную дивизию, а 27 декабря – 1-ю дивизию 8-го корпуса Армии Португалии. Во время осады Асторги он разбил и отбросил в Галисию испанский корпус у Виллафранки. После доблестного 9 октября 1810 года сражения при Собрале, где он оказал сопротивление значительно превосходящему противнику, осадил Сьюдад-Родриго. Когда Армия Португалии вернулась в Испанию в мае 1811 года, после памятного отступления под предводительством Клозеля, которое часто сравнивают с отступлением Великой Армии из России в 1812 году, она перешла под командование герцога Рагуза, и Клозель принял командование на севере. В сражении при Арапилах 22 июля 1812 года Клозель принял командование армией вместо маршала Мармона и его заместителя генерала Боне, которые были ранены осколками в первые минуты боя. Бертран появился в самой критической точке сражения, восстановил порядок и оставался на поле боя до наступления темноты. Прекрасным манёвром возместил уже нанесённый армии ущерб. Был ранен пулей в правую ногу в ходе сражения. В тот день он спас армию и превратил неминуемый разгром в искусное отступление. Прибыв в Бургос, 18 сентября передал командование генералу Суаму и 29 ноября отпросился в отпуск для излечения ран.
18 января 1813 года был назначен командующим Северной армией вместо генерала Каффарелли в Испании. После битвы при Витории 21 июня Клозель 12 июля возглавил левое крыло Пиренейской армии маршала Сульта, и энергично прикрывал отступление французских войск из Витории через Сальватьерру к Памплоне и дальше к городу Хака и Пиренеям, потеряв лишь артиллерию своих частей. 25 июля оборонял перевал Ибаньетта. 27 июля сражался у Кубири. 31 августа оборонял перевал Берра. 10 ноября был отброшен в бою у Нивеля. С 10 по 13 декабря в боях на Ниве и при Сен-Пьер-д’Ирюбе командовал центром. В январе 1814 года возглавил левый фланг армии. 27 февраля 1814 года сражался у Ортеза. 1 марта одержал победу на Эре. 10 апреля вёл бои у Тулузы. Когда Веллингтон сообщил французской армии об отречении Императора, Клозель первым высказал мнение на собрании генералов, что это уведомление не должно приниматься во внимание до тех пор, пока оно не будет сделано самим Императором или через его начальника штаба. Он был одним из последних, кто сложил оружие в 1814 году.

### На службе Бурбонов
30 декабря 1814 года Людовик XVIII назначил его генеральным инспектором пехоты, тем не менее после возвращения Наполеона Клозель был одним из первых, кто перешёл на его сторону. 22 марта 1815 года был назначен временным губернатором 22-го военного округа. 26 марта возглавил 7-й Пиренейский наблюдательный корпус. Выступив против герцога Ангулемского, 2 апреля оккупировал Бордо. 23 апреля возглавил 8-й наблюдательный корпус Восточных Пиренеев. 23 мая его корпус вошёл в состав Армии Восточных Пиренеев. 28 мая стал старшим командующим 11-го и 20-го военных округов. 2 июня 1815 года Наполеон дал Клозелю титул пэра. Оказывал энергичное сопротивление врагам, вторгавшимся в южные департаменты. После битвы при Ватерлоо он выступил против вывешивания белого флага в Бордо и приказал 66-му линейному полку, выстроенному в боевой порядок на площади, вести огонь по толпе роялистов, и создал военную комиссию. 22 июля, потеряв всякую надежду увидеть воссоединение с войсками Наполеона, как его заставляли надеяться, он приказал гарнизону эвакуировать город и позволил поднять флаг Реставрации.
После возвращения Бурбонов, ордонансом 24 июля 1815 года он был объявлен изменником и 28 июля снят со своего поста. В ноябре 1815 года бежал в США, где написал оправдание своей деятельности. 11 сентября 1816 года был заочно приговорён к смертной казни 2-м военным советом 1-го военного округа в Париже.
26 июля 1820 года Клозель вернулся во Францию и был возвращён на службу. 26 марта 1829 года был избран депутатом от департамента Арденны, и продолжал переизбираться до самой смерти.
После июльской революции 12 августа 1830 года Клозелю было вверено управление Африканской армией в Алжире вместо генерала Бурмона. 2 сентября занял свой пост. Оккупировал Медеу. В ноябре 1830 года Клозель победоносно перешёл через Атласские горы. Разногласия с военным министром вынудили его 20 февраля 1831 года вернуться во Францию и 30 июля 1831 года возведён в чин маршала Франции. Выступал за колонизацию Алжира. 8 июля 1835 года был назначен генерал-губернатором Алжира, но после крайне неудачного похода на Константину 12 февраля 1837 года снова был отозван, хотя и успешно боролся против Абдель-Кадера.
Бертран Клозель умер 21 апреля 1842 года от приступа апоплексического удара в замке Секурье в местечке Сентгабель.
Наполеон на Святой Елене причислял Клозеля, Жерара, Фуа и Ламарка, к генералам, которые должны были стать его новыми маршалами.

## Воинские звания
- Младший лейтенант (14 октября 1791 года);
- Капитан (16 сентября 1792 года);
- Командир батальона (19 сентября 1793 года, утверждён 5 апреля 1794 года);
- Полковник штаба (13 июня 1795 года);
- Бригадный генерал (5 февраля 1799 года);
- Дивизионный генерал (25 сентября 1802 года, утверждён 18 декабря 1802 года);
- Маршал Франции (30 июля 1831 года).

## Титулы
- Барон Клозель и Империи (фр. baron Clauzel et de l'Empire; декрет от 15 августа 1809 года, патент подтверждён 11 июня 1810 года в Сен-Клу)[5][6];

- Граф Клозель (фр. comte Clauzel; декрет от 1813 года, патент подтверждён 31 декабря 1814 года);
- Пэр Франции (фр. pair de France; 2 июня 1815 года).

## Награды
Легионер ордена Почётного легиона (11 декабря 1803 года)
 Командан ордена Почётного легиона (14 июня 1804 года)
 Великий офицер ордена Почётного легиона (17 июля 1809 года)
 Большой крест ордена Воссоединения (3 апреля 1813 года)
 Кавалер военного ордена Святого Людовика (1 июня 1814 года)
 Большой крест ордена Почётного легиона (14 февраля 1815 года)